# Новое еврейское кладбище (Ковель)

Новое еврейское кладбище (Ковель). 1938 год

Новое еврейское кладбище (Ковель) — ныне утраченное кладбище в городе Ковель на котором похоронены евреи (доля которых в 1921 году в Ковеле была 61,2 % от всех жителей). Сохранилась всего одна надгробная плита. Кладбище было расположено на улице Владимирской. Это одно из трёх еврейских кладбищ Ковеля (которые назывались: «старинное», «старое», и «новое»; ныне все утрачены).
Во время Холокоста на этом кладбище было расстреляно более 5 000 евреев (только за то, что они евреи) и 150 цыган (за то, что они цыгане). Жертв сгоняли в большую синагогу, а затем группами отвозили на убой. Расстрел был проведён непосредственно на еврейском кладбище.
Территория кладбища составляла более гектара. Могилы были расположены ровными рядами с севера на юг. Именные таблички захоронений были обращены на запад.

## История

### Уничтожение евреев
16 апреля 1942 года в Ковеле было создано два гетто. 7 сивана 1942 года в пять часов утра ворота одного из гетто были открыты, и мясник из города Лодзь по имени Моше Перл, который служил в качестве командира полицаев, сказал всем евреям выйти на площадь, пообещав, что тем, кто выйдет, будет гарантирована жизнь. Вышло около десяти тысяч человек. Вскоре на площадь пришло около 4 000 вооруженных украинцев и окружили евреев. Все поняли, что большая резня была неизбежна. Первым был убит учитель Йосеф Авречь, выстрелом в голову. Затем украинские полицаи стали расстреливать евреев.
В течение трёх дней с 3 по 5 июня (по другим данным с 2 по 4 июля) 1942 было расстреляно 8 600 евреев. 19 августа 1942 года было убито ещё порядка 6 000 евреев. Те, кто смогли спастись, пытались спрятаться в лесу, но абсолютное большинство из этих людей было убито местными жителями.

### Уничтожение кладбища
Новое еврейское кладбище было уничтожено ещё при советской власти в 1970 году. Часть надгробий были использованы для строительства тротуара военного гарнизона, на другой стороне дороги. На месте кладбища был построен Дом культуры имени Т. Г. Шевченко завода «Ковельсельмаш», в котором проводятся концерты и увеселительные мероприятия. Также именно на бывшем еврейском кладбище властями города проводится «день города», народные массовые гулянки с цирком.
С 2011 года еврейская община пытается добиться от властей города, чтобы им выделили данное место скорби тысячей семей и разрешили установить памятный знак, но власти никак не отреагировали.

### Уничтожение памяти
8 августа 2016 года на месте массового расстрела евреев установили передвижной цирк и зоопарк несмотря на то, что городской голова Олег Алексеевич Киндер, горсовет и жители города отлично знали историю о тысячах невинно убитых людей. Как отметил директор Украинского еврейского комитета Эдуард Долинский: 

В 1942 году в августе, ровно 74 года назад, закончилось уничтожение всех евреев города Ковеля. Происходило это на месте еврейского кладбища. Мужчин, женщин, стариков, детей убили и там же и закопали. По самым минимальным оценкам, в тот день было убито 2,5 тысячи человек. По максимальным оценкам — около 6 тысяч. История продолжается сегодня, когда на том же месте, где находилось это кладбище, и где закопаны эти люди, поставили передвижной цирк и зоопарк. Тем самым сделали вопиющий вандализм и надругательство над памятью
Олег Киндер не в первый раз демонстрирует подобный подход в отношении памяти о Катастрофе европейского еврейства. Киндер лично неоднократно подписывал распоряжение о размещении (на месте массовых расстрелов евреев) передвижных цирков зоопарк. Это подтверждает и исполнительный директор Волынской религиозной общины прогрессивного иудаизма Сергей Швардовский отмечающий, что местный городской голова никак не реагирует и продолжаются «бесконечные отписки по кругу». Как отмечает украинский журналист Ярослав Гаврилюк: 

Власти не понимают, что топтаться на костях расстрелянных — грех. Но ещё больший грех — морочить голову общественной организации, просящей выделить «клочок» земли для мемориала погибшим. Это же не участок под жилищное строительство!
Уничтожение памяти вылилось в то, что проблема получила большой общественный резонанс и поднялась на международный уровень. Вопиющий акт вандализма в области, где были уничтожены почти все евреи во время Холокоста, попал на разные телевизионные каналы («NewsNetwork», ТСН и др.).

## Фильмы
- Фильм «La Shoah par Balles : l’Histoire Oubliée» в котором, среди прочего, показаны (на 1 час. 7 мин. 25 сек.) некоторые могильные плиты найденные с Нового еврейского кладбища в Ковеле (фр.)